# Ardisia nigropilosa
Ardisia nigropilosa är en viveväxtart som beskrevs av Charles-Joseph Marie Pitard. Ardisia nigropilosa ingår i släktet Ardisia och familjen viveväxter. Inga underarter finns listade i Catalogue of Life.